# Авґустус Пітт Ріверс
Август Генрі Лейн Фокс Пітт-Ріверс (англ. Augustus Henry Lane Fox Pitt Rivers; 14 квітня 1827 — 4 травня 1900) — англійський офіцер Британської армії, етнолог і археолог. Він був відомий своїми нововведеннями в археологічній методології та музейній експозиції археологічних та етнологічних колекцій. Його міжнародна колекція, що налічувала близько 22 000 предметів, стала основою колекції Музею Пітт-Ріверс в Оксфордському університеті, тоді як його колекція англійських археологічних знахідок з околиць Стоунхенджа формує основу колекції Солсберійського музею у Вілтширі.
Протягом більшої частини свого життя він використовував прізвище Лейн Фокс (англ. Lane Fox), під яким публікувалися його ранні археологічні звіти. У 1880 році він прийняв ім'я Пітт-Ріверс, успадкувавши від лорда РІВЕРСА (двоюрідного брата) маєток площею понад 32 000 акрів у Кренборн Чейз.
Його родинне ім'я часто пишеться як «Пітт-Ріверс». Його друге ім'я іноді пишеться як «Лейн-Фокс».

## Раннє життя та сім'я
Народився Август Генрі Лейн-Фокс у Бремхем-кум-Оглторп поблизу Везербі в Йоркширі. Він був сином Вільяма Лейн-Фокса та леді Кароліни Дуглас, сестри Джорджа Дугласа, 17-го графа Мортона. Політики Джордж Лейн-Фокс і Секвілл Лейн-Фокс були його дядьками.
У 1880 році Лейн Фокс успадкував маєтки свого двоюрідного брата, Горація Пітт-Ріверса, 6-го барона Ріверса, і разом з ними залишок статку Річарда Рігбі. Це була «подія, яка змінила його життя». Він був зобов'язаний прийняти прізвище Пітт-Ріверс як частину заповіту «окремо або на додаток до свого або їхнього прізвища». 3 лютого 1853 року Пітт-Ріверс (ще під прізвищем Фокс) одружився з шановною Алісою Маргарет Стенлі (1828–1910), донькою політика Едварда Стенлі, 2-го барона Стенлі з Олдерлі, та активістки за освіту жінок Генрієтти Стенлі, баронеси Стенлі з Олдерлі. Аліса мала низку братів і сестер, які активно займалися громадськими питаннями того часу, деякі з яких одружилися з відомими сім'ями. Музей Пітт-Ріверс припускає, що деякі предмети з колекції, особливо деякі індійські предмети, могли надійти від Джона Константіна Стенлі (1837–1878), молодшого брата Аліси.

## Нащадки
Август і Аліса мали дев'ятьох дітей, які досягли повноліття. Вони народилися між 1855 і 1866 роками. Оскільки всі вони народилися до того, як Август взяв нове прізвище в 1880 році, їхні народження зареєстровані під ім'ям Фокс (або Лейн-Фокс).
- Александр Едвард Лейн Фокс-Пітт-Ріверс, 2 листопада 1855 — 19 серпня 1927.
- Сент-Джордж Лейн Фокс-Пітт, 14 вересня 1856 — 6 квітня 1932, інженер-електрик, автор і дослідник психічних явищ.
- Вільям Август Лейн Фокс-Пітт, 9 січня 1858 — 1945?.
- Урсула Катаріна Лейн Фокс-Пітт, 1859? — 1942.
- Лайонел Чарльз Лейн Фокс-Пітт, 5 листопада 1860 — 1937?.
- Аліса Августа Лаурентія Лейн Фокс-Пітт, близько 1862 — 11 березня 1947.
- Агнес Джеральдін Фокс-Пітт, 25 липня 1863 — 7 грудня 1926[14] .
- Дуглас Генрі Лейн Фокс-Пітт, 17 грудня 1864 — 19 вересня 1922.
- Артур Алджернон Лейн Фокс-Пітт, 12 квітня 1866 — 6 листопада 1895.

Серед нащадків Августа — його онук, антрополог, євгенік та антисеміт Джордж Пітт-Ріверс, який був інтернований у 1940 році згідно з Постановою про оборону 18B. Серед дітей Джорджа були Майкл Пітт-Ріверс та його брат, антрополог і етнограф Джуліан А. Пітт-Ріверс. Наступне покоління включає правнука Августа, спортивного вершника Вільяма Фокс-Пітта.

## Військова кар'єра
Лейн Фокс мав довгу та успішну військову кар'єру штабного офіцера. Він навчався у Королівському військовому коледжі в Сандгерсті протягом шести місяців у віці чотирнадцяти років і був зарахований до Гренадерської гвардії 16 травня 1845 року як прапорщик. Протягом тридцятидворічної військової кар'єри, хоча й часто перериваної відпустками, він лише один раз брав участь у великих боях на передовій — у битві при Альмі в 1854 році. Незабаром після битви його визнали непридатним до дійсної служби, і він повернувся до Англії. У 1851 році він став членом комітету з експериментів та звітування про відповідні переваги гладкоствольних мушкетів армії. У 1852 році його призначили до Вулвічу для навчання використанню нової гвинтівки Міні. Згодом він значною мірою відповідав за заснування Гітської школи мушкетної стрільби в Кенті та став її головним інструктором, переглянувши її посібник з мушкетної стрільби. Решта його службової кар'єри оберталася навколо навчання мушкетній стрільбі, і в 1858 році він опублікував статтю «Про вдосконалення гвинтівки як зброї загального користування». 2 серпня 1850 року він купив підвищення до капітана. Під час Кримської війни він був підвищений до звання бревет-підполковника армії «за відзнаки на полі бою». 15 травня 1857 року він купив звання підполковника в Гренадерській гвардії. Тоді бревет-майор Лейн Фокс був призначений членом п'ятого класу ордена Ордена Меджидіє в 1858 році за «відзнаки перед ворогом під час Кримської війни». 22 січня 1867 року він був підвищений до полковника[21], а в 1877 році — до генерал-майора. Пітт Ріверс пішов у відставку в 1882 році та отримав почесне звання генерал-лейтенанта.

## Археологічна кар'єра
Інтерес Пітт-Ріверса до археології та етнології почався у 1850-х роках під час служби за кордоном, і він став відомим вченим, будучи військовим офіцером. Його інтерес почався з еволюції гвинтівки, що поширилося на іншу зброю та інструменти, і він став колекціонером артефактів, що ілюструють розвиток людських винаходів. Його колекція стала відомою, і, після того як її було виставлено в 1874–1875 роках у Музеї Бетнал Грін, Лондон, у 1885 році її було передано Оксфордському університету. Його було обрано, протягом п'яти років, до Етнологічного товариства Лондона (1861), Товариства антикварів Лондона (1864) та Антропологічного товариства Лондона (1865).
У 1867 році Пітт Ріверс залишив військову службу на повний робочий день і перейшов на половину платні. Того ж року він відвідав археологічні розкопки, які проводив у Йоркширських Вольдах канон Вільям Грінвелл, бібліотекар Даремського собору та відомий археолог, з яким його могли познайомити спільні друзі Джордж Роллестон або Альберт Вей. Пітт Ріверс отримав своє перше навчання з розкопок від Грінвелла і пізніше описав себе як учня Грінвелла. Грінвелл розглядав археологію як серйозний науковий процес збору доказів про періоди, які не мали письмових записів, на відміну від «неосвіченого та жадібного духу простого полювання за цікавинками», погляди, які вплинуть на власний підхід Пітт Ріверс.
До моменту виходу на пенсію він зібрав етнографічні колекції, що налічували десятки тисяч предметів з усього світу. Під впливом еволюційних праць Чарльза Дарвіна та Герберта Спенсера він розташував їх типологічно та (в межах типів) хронологічно. Він розглядав археологію як продовження антропології і, як наслідок, створив відповідні колекції археологічних та етнографічних об'єктів, щоб показати довші послідовності розвитку для підтримки своїх поглядів на культурну еволюцію. Цей стиль розташування, розроблений для підкреслення еволюційних тенденцій у людських артефактах, був революційним нововведенням у музейному дизайні.
Етнологічні колекції Пітт-Ріверса формують основу Музею Пітт-Ріверс, який досі є однією з визначних пам'яток Оксфорда. Його дослідження та колекції охоплюють періоди від нижнього палеоліту до римських та середньовічних часів і поширюються по всьому світу. Музей Пітт-Ріверс зберігає понад півмільйона етнографічних та археологічних артефактів, фотографічних та рукописних колекцій з усіх куточків світу. Музей був заснований у 1884 році, коли університет прийняв у дар понад 20 000 артефактів від Пітта Ріверса. Університет присвоїв йому звання доктора цивільного права в 1886 році, і пізніше його було названо членом Королівського товариства. Колекції продовжують зростати, і музей був описаний як один із «шести великих етнологічних музеїв світу».
Колекція Вессекса Пітт-Ріверса зберігається в Солсберійському музеї, неподалік від Стоунхенджа. Галерея археології Вессекса відкрилася в 2014 році за фінансової підтримки Фонду лотереї спадщини та інших джерел. Пітт Ріверс та інші перші археологи, такі як Вільям Стьюкелі, який першим досліджував доісторію Вілтширу, Кренборн Чейз, Ейвбері та Стоунхендж, відзначаються в галереї.
Маєтки, які Пітт Ріверс успадкував у 1880 році, містили багато археологічного матеріалу римського та саксонського періодів. Він розкопував їх протягом сімнадцяти сезонів, від середини 1880-х років до своєї смерті. Його підхід був дуже методичним за мірками того часу, і його вважають першим науковим археологом, який працював у Британії. Його найважливішим методологічним нововведенням було його наполягання на тому, щоб усі артефакти, а не лише красиві чи унікальні, збиралися та каталогізувалися. Це зосередження на повсякденних предметах як ключі до розуміння минулого рішуче порвало з попередньою археологічною практикою, яка межувала з полюванням за скарбами. Це найважливіша і найтриваліша наукова спадщина Пітт Ріверс. Його робота надихнула, серед інших, Мортімера Вілера додати науковий підхід до методів археологічних розкопок.
Після прийняття Закону про охорону давніх пам'ятників 1882 року Пітт Ріверс став першим інспектором давніх пам'ятників: посада, створена антропологом і парламентарієм Джоном Лаббоком, який одружився з донькою Пітт Ріверс, Алісою. Йому було доручено каталогізувати археологічні пам'ятки та захищати їх від знищення, він працював зі звичною методичною ретельністю, але йому заважали обмеження закону, який давав йому мало реальної влади над землевласниками, на чиїй власності стояли пам'ятки. За порадою Пітт-Ріверса, будинок Кітс Коті та будинок Маленького Кітс Коті, Кент, були серед перших давніх британських залишків, які охоронялися державою. Навколо каменів там були встановлені перила, щоб запобігти вандалізму.
Пітт Ріверс був провідним членом Вілтширського археологічного та природничого товариства і був президентом товариства з 1890 по 1893 рік.

## Інші інтереси

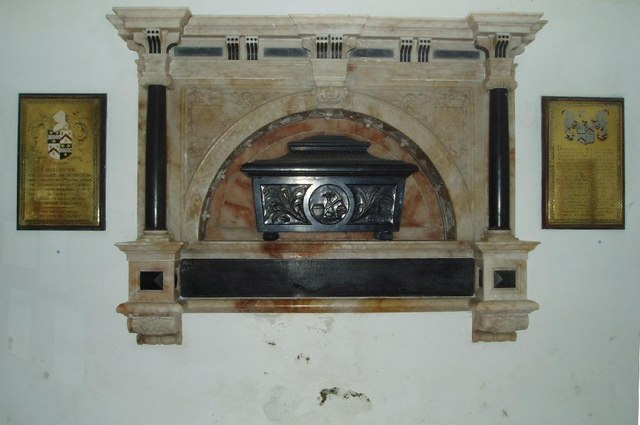
Меморіал Августу Пітту Ріверсу в церкві Святого Петра в Толлард Роял

Маєток Рашмор поблизу Толлард Ройял у Вілтширі був частиною його спадку 1880 року, і там він створив сади Лармер Трі, сад насолод, який був відкритий для відвідувачів у 1885 році.
У 1884 році він служив верховним шерифом Дорсета.

## Поховання
Пітт Ріверс був прихильником кремації. Незважаючи на те, що багато людей вважали аморальним знищувати труп, кремаційний рух виступав за практичний спосіб утилізації тіл. Пітт Ріверс був кремований після своєї смерті в 1900 році.